# Neospialia
Neospialia là một chi bướm ngày thuộc họ Bướm nâu.